# بت فرد

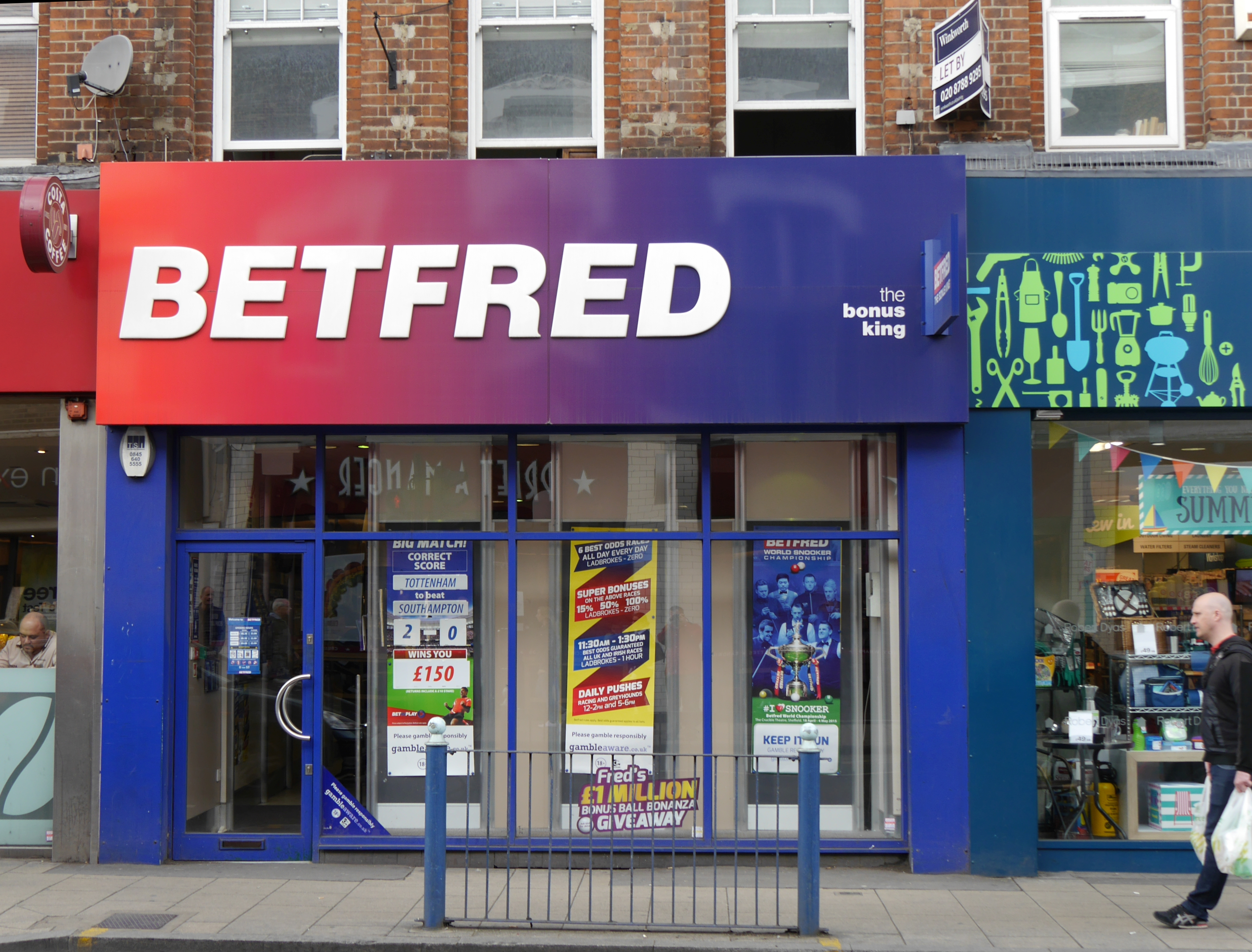
Betfred، Putney، لندن

بت فرد یک بنگاه شرط‌بندی مستقر در انگلستان است که توسط فرد و پیتر Done تأسیس شده‌است. این نخستین بار در سال ۱۹۶۷ به عنوان یک فروشگاه واحد در Ordsall , Salford، تأسیس شد. گردش مالی آن در سال ۲۰۰۴ بیش از ۳٫۵ میلیارد پوند بود که از ۵۵۰ میلیون پوند در سال ۲۰۰۳ افزایش یافته‌است. دفتر مرکزی آن در بیرچوود وارینگتون است.

## تاریخ

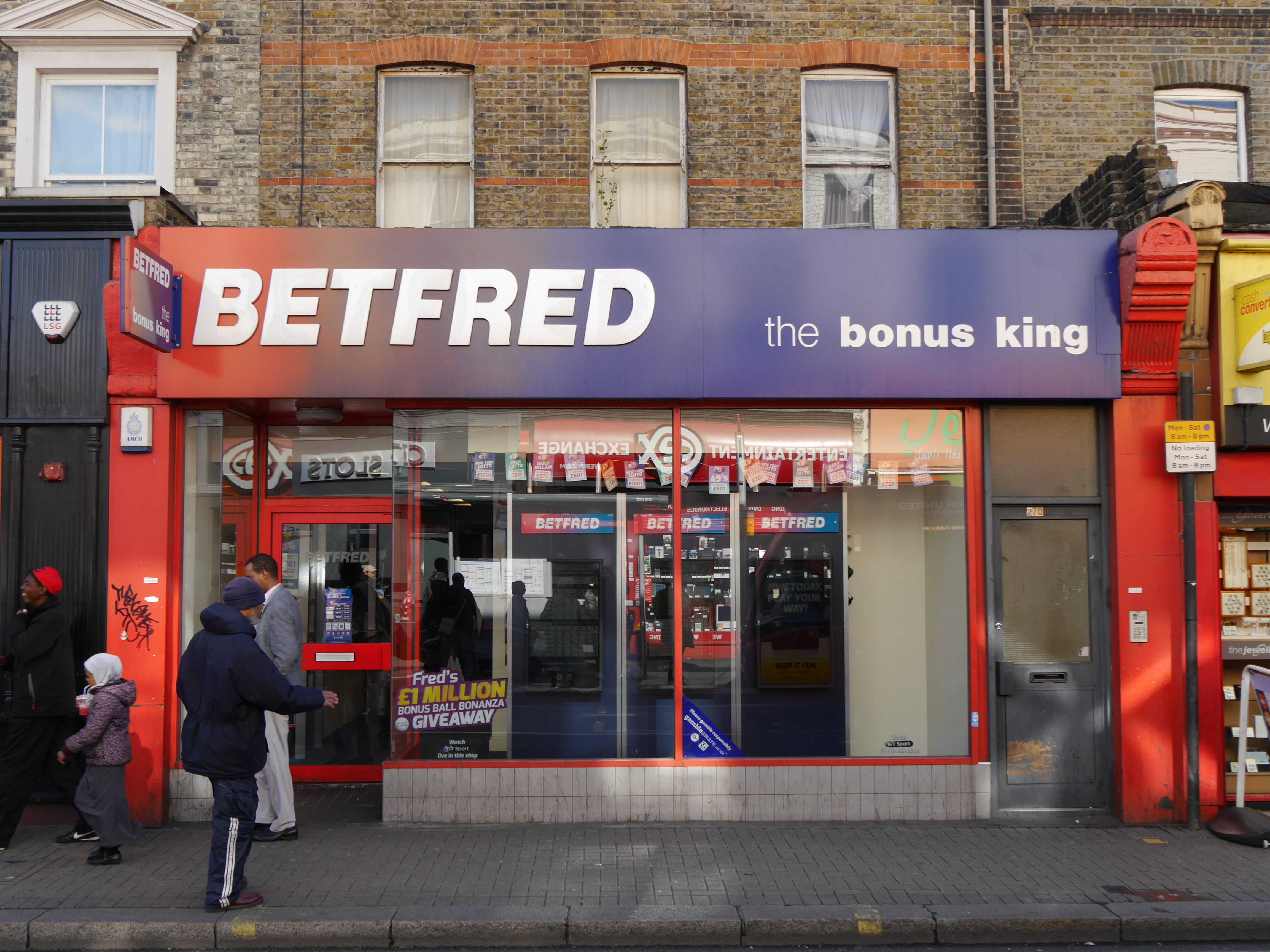
Betfred, North End Road، فولام، لندن

بنگاه دوان برای اولین بار به عنوان یک فروشگاه واحد در Ordsall , Salford در سال ۱۹۶۷ تأسیس شد. فرد و پیتر دون اولین فروشگاه Done Bookmakers را با سرمایه تهیه شده از شرط برنده ای که برای برنده شدن در جام جهانی ۱۹۶۶ در انگلستان قرار دادند، تأمین مالی کردند.
در سال ۱۹۹۷، بنگاه دوان زنجیره ای از کتابفروشان رابرت واکر را بدست آورد و جمع آنها را به صد مغازه برد. در سال ۲۰۰۰ تعداد کل مغازه‌ها در سراسر کشور به دویست نفر افزایش یافته بود، و در سال ۲۰۰۲، Done Bookmakers اولین فروشگاه خود را در منطقه بزرگ لندن افتتاح کرد.